# Zaglyptogastra roscheri
Zaglyptogastra roscheri är en stekelart som först beskrevs av Josef Fahringer 1931.  Zaglyptogastra roscheri ingår i släktet Zaglyptogastra och familjen bracksteklar. Inga underarter finns listade i Catalogue of Life.